# Cleisostoma odoratum
Cleisostoma odoratum là một loài thực vật có hoa trong họ Lan. Loài này được Garay mô tả khoa học đầu tiên năm 1972.